# Лебель, Луи
Луи Лебель (фр. Louis LeBel; 30 ноября 1939, Квебек — 8 июня 2023) — канадский адвокат, а впоследствии судья, специалист в области административного, международного и квебекского трудового права. Судья Верховного суда Канады в 2000—2014 годах, преподаватель Университета Лаваля и Оттавского университета, компаньон ордена Канады (2017).

## Биография
Родился в 1939 году в городе Квебеке в семье королевского адвоката Поля Лебеля и Маргерит Сассвилль. Получил степень бакалавра в Иезуитском коллеже Квебека в 1958 году и степень бакалавра гражданского права в Университете Лаваля в 1961 году. Лицензирован как адвокат в 1962 году, работал в родном городе в 1963—1964 годах в адвокатской конторе LeBel, Letarte, Bilodeau, Boily, а затем в 1964—1971 годах в фирме Désilets, Grondin, LeBel & Associés.
В 1965 году женился на Луиз Пудрие, будущем профессоре права Университета Лаваля. В этом браке родились двое сыновей и дочь. В том же году получил степень специалиста (фр. Diplôme d'études supérieures) по частному праву в Университете Лаваля, а в 1966 году степень магистра гражданского права в Торонтском университете. Продолжал адвокатскую практику как партнёр в фирме Grondin, LeBel, Poudrier, Isabel, Morin & Gagnon с 1971 по 1980 год.
С 1976 по 1982 год входил в редакционный совет журнала Revue du Barreau, в том числе с 1979 по 1982 год занимая пост его председателя. В 1982—1983 годах вице-президент Адвокатской ассоциации города Квебека, в 1983—1984 годах — батоннье Квебека. Одновременно вёл курсы в Университете Лаваля и Оттавском университете. В 1984 году назначен судьёй Апелляционного суда провинции Квебек, а в 2000 году — судьёй Верховного суда Канады. Оставался в составе Верховного суда до ухода на пенсию 30 ноября 2014 года. После выхода на пенсию входил в Комитет по оплате труда судей Квебека и продолжал преподавать на юридическом факультете Университета Лаваля. Скончался в июне 2023 года.

## Вклад в юриспруденцию
Луи Лебель был известен как специалист в области административного, международного и квебекского трудового права. Его коллега по Верховному суду Канады Ришар Вагнер отмечал редкую способность Лебеля в условиях смешанной правовой системы Канады находить общий знаменатель для положений гражданского (европейского континентального) и общего (британско-американского) права. Среди опубликованных работ Лебеля — созданная совместно с Робером Ганьоном и профессором Пьером Вержем монография «Трудовое право, действующее в Квебеке» (фр. Le droit du travail en vigueur au Québec).
В некрологе, опубликованном в журнале Canadian Lawyer, среди судебных решений, вынесенных Лебелем в годы работы в Верховном суде, его коллеги выделяют как наиболее знаковые два. Первое, по делу Club Resorts Ltd. v. Van Breda (2012), произвело переворот в вопросе определения территориальной юрисдикции в общем праве. В иске, рассматривающем смерть одного и тяжёлую травму другого канадца на кубинском курорте, принадлежащем компании со штаб-квартирой на Каймановых островах, ответчики не сумели убедить Лебеля, что это дело должно находиться в юрисдикции кубинских судов. Решение Лебеля прояснило многие ранее запутанные вопросы в определении «реальной и существенной связи» (англ. real and substantial connection). Второе решение, датируемое тем же годом, было вынесено по делу Teva Canada Ltd. v. Pfizer Canada Inc.. Оно касалось нарушений, допущенных компанией Pfizer при оформлении патента на изобретение препарата «Виагра», и дало возможность другим фармацевтическим фирмам начать выпуск дженериков под собственными названиями.

## Награды
Дважды, в 2000 и 2008 годах, награждался медалью Адвокатской ассоциации города Квебека. Почётный доктор Лавальского университета (2001) и Оттавского университета (2010).
В 2017 году произведён в компаньоны Ордена Канады. В представлении к производству отмечаются заслуги Луи Лебеля в развитии правовой системы Канады, в частности, в областях гражданского, уголовного и трудового права. Награждён также медалями Золотого и Бриллиантового юбилея королевы Елизаветы II.